# Municipio de Putnam (condado de Anderson)
El municipio de Putnam (en inglés: Putnam Township) es un municipio ubicado en el condado de Anderson en el estado estadounidense de Kansas. En el año 2010 tenía una población de 305 habitantes y una densidad poblacional de 3,51 personas por km².

## Geografía
El municipio de Putnam se encuentra ubicado en las coordenadas 38°21′10″N 95°15′45″O / 38.35278, -95.26250. Según la Oficina del Censo de los Estados Unidos, el municipio tiene una superficie total de 86.92 km², de la cual 86,56 km² corresponden a tierra firme y (0,41 %) 0,36 km² es agua.

## Demografía
Según el censo de 2010, había 305 personas residiendo en el municipio de Putnam. La densidad de población era de 3,51 hab./km². De los 305 habitantes, el municipio de Putnam estaba compuesto por el 95,41 % blancos, el 2,95 % eran afroamericanos, el 0,33 % eran amerindios y el 1,31 % eran de una mezcla de razas. Del total de la población el 0 % eran hispanos o latinos de cualquier raza.